# Greg Anthony
Gregory Carlton Anthony (Las Vegas, Nevada, 15 de novembro de 1967) é um ex-jogador norte-americano de basquete profissional que atuou na  National Basketball Association (NBA). Foi o número 12 do Draft de 1992.